# 華氏引理
華氏引理（Hua's lemma）是得名自华罗庚的引理，是指數和的估計。
華氏引理指出，若 {\displaystyle P(x)} 是 {\displaystyle k} 次的整數值多項式， {\displaystyle \varepsilon }為正實數，{\displaystyle f} 為以下的實函式
{\displaystyle f(\alpha )=\sum _{x=1}^{N}\exp(2\pi iP(x)\alpha ),}
則
{\displaystyle \int _{0}^{1}|f(\alpha )|^{\lambda }d\alpha \ll _{P,\varepsilon }N^{\mu (\lambda )}},
其中{\displaystyle (\lambda ,\mu (\lambda ))}是在頂點如下的折線上
{\displaystyle (2^{\nu },2^{\nu }-\nu +\varepsilon ),\quad \nu =1,\ldots ,k.}